# 各国における夏時間

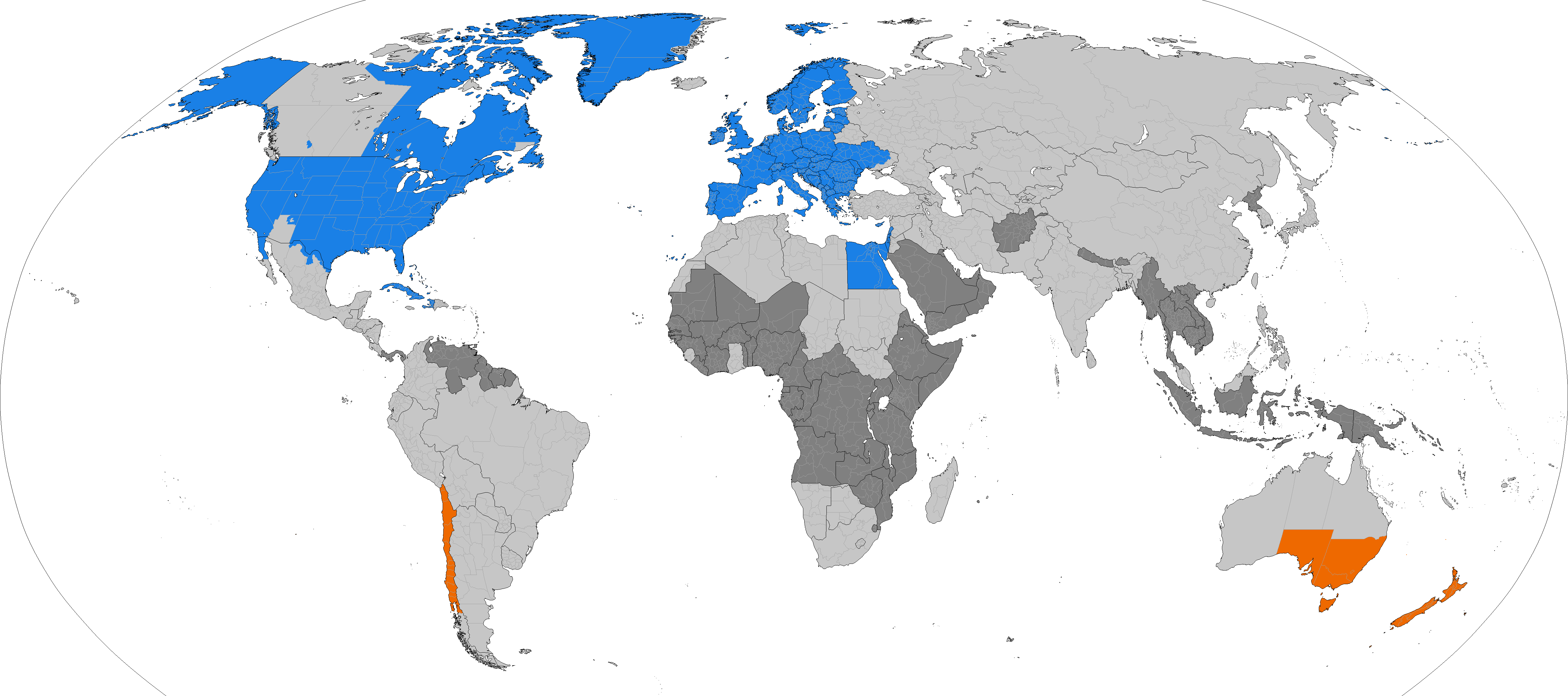
夏時間の採用地域
北半球の夏期に実施している地域
南半球の夏期に実施している地域
かつて夏時間を採用していた地域
夏時間を採用したことがない地域

各国における夏時間（かっこくにおけるなつじかん）では、各国の夏時間（英: summer time、米: daylight saving time、略: DST）の採用・実施状況について記述する。夏時間とは、1年のうち夏を中心とする時期に通常期よりも時計を進めて夕暮れの時刻を遅らせる制度のことである。典型的には、春から夏頃にかけて時計を1時間進める。サマータイムとも呼ばれる。
2022年現在、サマータイムは北半球の夏の期間にヨーロッパおよび北アメリカのほとんどの国・地域とアジアの一部の国で、南半球の夏の期間に南アメリカおよびオセアニアの一部の国・地域で、それぞれ実施されている。また、過去にはその他の地域でも採用されていたことがある。

## 2023年現在の採用地域と実施期間
| 実施地域 | 実施地域 | 開始日時                   | 終了日時                   | 時差 |
| -------- | --- | -------------------------- | -------------------------- | ---- |
|          | アメリカ合衆国 · カナダ · ハイチ · バハマ · バミューダ諸島 · メキシコ · グリーンランド · サンピエール島・ミクロン島 · タークス・カイコス諸島 | 3月第2日曜2時              | 11月第1日曜2時             | 1:00 |
|          | キューバ | 3月第2日曜0時              | 11月第1日曜1時             | 1:00 |
|          | 欧州連合 · アルバニア · アンドラ · イギリス · ウクライナ · 北キプロス · 北マケドニア共和国 · コソボ · サンマリノ · スイス · セルビア · ノルウェー · バチカン市国 · ボスニア・ヘルツェゴビナ · モナコ · モンテネグロ · リヒテンシュタイン · アクロティリおよびデケリア · ガーンジー · グリーンランド · ジブラルタル · ジャージー島 · フェロー諸島 · マン島 | 3月最終日曜1時 (UTC)       | 10月最終日曜1時 (UTC)      | 1:00 |
|          | モルドバ · 沿ドニエストル共和国 | 3月最終日曜2時             | 10月最終日曜3時            | 1:00 |
|          | イスラエル | 3月最終日曜前の金曜2時     | 10月最終日曜2時            | 1:00 |
|          | レバノン | 4月第3金曜0時              | 10月最終日曜0時            | 1:00 |
|          | エジプト | 4月最終金曜0時             | 10月最終木曜24時           | 1:00 |
|          | パレスチナ | 4月最終土曜2時             | 10月最終日曜前の土曜2時    | 1:00 |
|          | チリ | 9月第1土曜24時 (UTC−04:00) | 4月第1土曜24時 (UTC−03:00) | 1:00 |
|          | パラグアイ | 10月第1日曜0時             | 3月第4日曜0時              | 1:00 |
|          | オーストラリア | 10月第1日曜2時             | 4月第1日曜3時              | 1:00 |
|          | オーストラリア: ロード・ハウ島 | 10月第1日曜2時             | 4月第1日曜2時              | 0:30 |
|          | ニュージーランド | 9月最終日曜2時 (UTC+12:00) | 4月第1日曜2時 (UTC+12:00)  | 1:00 |

特に断りのない限り、上表に掲載したサマータイムの開始・終了時刻は、それぞれの時刻に切り替わる前の現地時刻を指す。時差は、サマータイムの開始時に付け加えられ、終了時に差し引かれる時間の長さを指す（単位は時間）。たとえば、アメリカ合衆国とカナダでは、サマータイムの開始時に現地時刻が2時から3時に切り替わり、終了時に2時から1時に切り替わる。時刻の切り替え日時は各地域のタイムゾーンに依存するため、これらの国々のすべての地域で一斉に時刻が切り替えられるわけではない。ただし、サマータイムを導入しているヨーロッパの一部では、各地域のタイムゾーンにかかわらず、ほぼすべての地域で1時00分 (UTC) に一斉に時刻が切り替わる。
モロッコは、西サハラの一部を統治していることもあり、季節的な日中の時間の変化とは関係なく、毎年時刻が変更される。同地の現地時刻は、ラマダーン前の日曜日の3時に1時間減じられ、ラマダーン後の日曜日の2時に1時間加えられる。

## 過去の実施記録
| 国・地域                   | 備考 |
| -------------------------- | --- |
| アイスランド               | 1917–1918年および1939–1968年に実施。 |
| アイルランド               | 1916–1968年および1972年以降に実施。 |
| アクロティリおよびデケリア | 1939年以降に実施。 |
| アゼルバイジャン           | 1981–1992年および1996–2015年に実施。 |
| アメリカ合衆国             | 1918年に初導入。1942–1945年および1974–1975年は年中実施。2022年現在、アリゾナ州（ナバホ・ネイションを除く）およびハワイ州は実施していない。 |
| アルジェリア               | 1916–1921年、1939年の秋、1944–1945年、1971年、1977–1978年、1980–1981年に実施。 |
| アルゼンチン               | 1930–1969年、1974年、1988–2000年、2007–2009年に実施。 |
| アルバニア                 | 1940–1943年および1974年以降に実施。 |
| アルメニア                 | 1981–1995年および1997–2011年に実施。 |
| アンドラ                   | 1985年以降に実施。 |
| イギリス                   | 1916年以降に実施。1940–1945年には夏時間 (BST)と二重夏時間 (BDST) を合わせて年中実施。1947年には2段階式の二重夏時間 (BDST) を実施。1968–1971年には夏時間 (BST) を年中実施。欧州連合 (EU) を離脱してもなお、EUの慣行に従っている。 |
| イスラエル                 | 1940–1946年、1948–1957年、1974–1975年、1980年、および1984年以降に実施。 |
| イタリア                   | 1916–1920年、1940–1948年、および1966年以降に実施。 |
| イラク                     | 1982–2007年に実施。 |
| イラン                     | 1977–1980年、1991–2005年、および2008年–2022年に実施。 |
| インド                     | 1942–1945年に実施。 |
| インドネシア               | 1924–1963年にさまざまな時差で実施。 |
| ウクライナ                 | 1941–1943年、1981–1989年、および1992年以降に実施。欧州連合 (EU) 加盟国ではないが、EUの慣行に従っている。2014年以降、一時的に占領された地域では事実上、実施されていない。 |
| ウズベキスタン             | 1981–1991年に実施。 |
| ウルグアイ                 | 1923–1926年、1933–1943年、1959–1960年、1965–1970年、1972年、1974–1980年、1987–1993年、および2004–2015年に実施。 |
| エジプト                   | 1940–1945年、1957–2010年、および2014–2015年に実施。2016年7月4日、エジプト議会がラマダーン明けの夏時間を復活させる試みを否決したため、現在のところ、夏時間が実施される予定はない。 |
| エストニア                 | 1918年、1940–1944年、1981–1988年、1997–1999年、および2002年以降に実施。 |
| エルサルバドル             | 1987–1988年に実施。 |
| オーストラリア             | 第一次世界大戦中の1916年にタスマニア州で初導入。1917年にはすべての州で導入。1918年に一旦廃止されたが、第二次世界大戦中の1942–1944年に再導入。大戦後は廃止されたが、1967年にタスマニア州で干ばつをきっかけに再導入され、1971年にオーストラリア首都特別地域、クイーンズランド州、ニューサウスウェールズ州、ビクトリア州、南オーストラリア州が後に続いて導入。クイーンズランド州は1972年に夏時間を廃止（1989–1992年にも試験導入しているが、本格導入には至らず）。西オーストラリア州は2006–2009年に試験導入したが、不評だったため、導入を断念。ノーザンテリトリーは1944年以降、夏時間を実施していない。2022年現在、オーストラリア首都特別地域、ジャービス湾特別地域、ニューサウスウェールズ州、ノーフォーク島、南オーストラリア州、タスマニア州およびビクトリア州で実施。ロード・ハウ島では30分の夏時間を実施。 |
| オーストリア               | 1916–1918年、1920年、1940–1948年（1940年から1945年まではドイツの一部として）、および1980年以降に実施。 |
| オランダ                   | 1916–1945年および1977年以降に実施。 |
| ガーナ                     | 1936–1942年に実施。 |
| カーボベルデ               | 1942–1945年に実施。 |
| ガーンジー                 | 1916–1968年および1972年以降に実施。 |
| カザフスタン               | 1981–1990年および1992–2004年に実施。 |
| カナダ                     | 自治体レベルでは1908年に世界で初めて導入。2007年以降、すべての採用地域で米国の夏時間の開始・終了日時に合わせて実施されている。オンタリオ州、ケベック州、サスカチュワン州の大部分、ヌナブト準州、ブリティッシュコロンビア州の一部、ユーコン準州では実施されない。サスカチュワン州の大部分とユーコン準州では、恒久的な夏時間に相当するタイムゾーンが使用されている。 |
| 北マケドニア共和国         | 1941–1945年および1983年以降にユーゴスラビアの一部または独立国として実施。 |
| キプロス                   | 1975年以降に実施。北キプロスは2016年9月から2017年10月まで年中夏時間を維持した。 |
| キューバ                   | 1928年、1940–1942年、1945–1946年および1965年以降に実施。 |
| ギリシャ                   | 1932–1952年および1975年以降に実施。 |
| キルギス                   | 1981–2005年に実施。 |
| グアテマラ                 | 1973–1974年、1983年、1991年、2006年に実施。 |
| クック諸島                 | 1978–1991年に実施。 |
| グリーンランド             | 1980年以降に実施。デンマーク王国の一部として欧州連合の慣行に従っているため、開始・終了日時は各々の日曜の 01:00 UTC に対応する。チューレ空軍基地はアメリカ合衆国およびカナダと同じ日時で実施している。デンマークシャンは1995年以降、夏時間を実施していない。 |
| クロアチア                 | 1916–1918年にオーストリア＝ハンガリーの一部として、1941–1945年および1983年以降にユーゴスラビアの一部または独立国として実施。 |
| コスタリカ                 | 1954年、1979–1980年および1991–1992年に実施。 |
| コソボ                     | 1941–1945年および1983年以降にユーゴスラビア、セルビア・モンテネグロ、セルビアまたは独立国として実施。 |
| コロンビア                 | 1992–1993年に実施。 |
| サモア                     | 2010–2021年に実施。 |
| サンピエール島・ミクロン島 | 1987年以降に実施。 |
| サンマリノ                 | 1916–1920年、1940–1948年および1966年以降に実施。 |
| シエラレオネ               | 1935–1942年および1957–1962年に実施。 |
| ジャージー島               | 1916–1968年および1971年以降に実施。 |
| ジャマイカ                 | 1974–1983年に実施。 |
| ジョージア                 | 1981–2005年に実施。 |
| シリア                     | 1920–1923年、1962–1968年および1983年-2022に実施。 |
| シンガポール               | 1933–1935年にかけて、標準時に20分を加えて実施。1936年1月1日、UTC+07:20のタイムゾーンに移行。 |
| スイス                     | 1941–1942年および1981年以降に実施。欧州連合 (EU) 加盟国ではないが、EUの慣行に従っている。 |
| スウェーデン               | 1916年5月15日–9月30日に試験運用。1980年以降に実施。実施日時は、1980年度は4月第1日曜から9月最終日曜まで、1981–1995年度は3月最終日曜から9月最終日曜まで、1996年以降は3月最終日曜から10月最終日曜まで。 |
| スーダン                   | 1970–1985年に実施。 |
| スペイン                   | 1917–1919年、1924年、1926–1929年、1937–1946年、1949年および1974年以降に実施。カナリア諸島は1980年以降に実施。 |
| スリランカ                 | 第二次世界大戦中の1942年から1945年まで、インド亜大陸の残りとして実施。 |
| スロバキア                 | 1916–1918年にオーストリア＝ハンガリーの一部として、1940–1949年および1979年以降にチェコスロバキアの一部または独立国として実施。 |
| スロベニア                 | 1916–1918年にオーストリア＝ハンガリーの一部として、1941–1945年および1983年以降にユーゴスラビアの一部または独立国として実施。 |
| セルビア                   | 1941–1945年および1983年以降にユーゴスラビア、セルビア・モンテネグロの一部または独立国として実施。 |
| タークス・カイコス諸島     | 1979–2015年および2018年以降に実施。 |
| 大韓民国                   | 1948–1951年、1955–1960年および1987–1988年に実施。 |
| タジキスタン               | 1981–1991年に実施。 |
| チェコ                     | 1916–1918年にオーストリア＝ハンガリーの一部として、1940–1949年および1979年以降にチェコスロバキアの一部または独立国として実施。 |
| チャド                     | 1979–1980年の冬に実施。 |
| 中華人民共和国             | 1940–1941年に中華民国として、1986–1991年に中華人民共和国として実施。1949年、従来 UTC+5:30, UTC+6, UTC+7, UTC+8:30 の4つに分かれていたタイムゾーンがすべて廃止され、全土が UTC+8 のタイムゾーンに統一された。 |
| 中華民国                   | 1945–1962年、1974年、1975年、1979年に実施。 |
| チュニジア                 | 1939–1945年、1977–1978年、1988–1990年、2005–2008年に実施。 |
| チリ                       | 1927–1946年（イースター島を除く。同島では1932–1946年に実施）および1968–2015年に実施。チリは2015年に年中夏時間を実施したが、2016年に通常の夏時間を再導入した。マガジャネス地方では2016年12月以降、夏時間は実施されていない。 |
| デンマーク                 | 1916年、1940–1948年および1980年以降に実施。 |
| ドイツ                     | 1916–1918年、1940–1949年および1980年以降に実施。 |
| ドミニカ共和国             | 1966–1967年および1969–1974年に実施。 |
| トルクメニスタン           | 1981–1991年に実施。 |
| トルコ                     | 1916年、1920–1922年、1924–1925年、1940–1942年、1945–1951年、1962年、1964年、1970–1983年および1985–2016年に実施。通例、欧州連合の慣行に従っている。2016年、トルコは新しいトルコ標準時のタイムゾーン (UTC+03:00) を採用した。 |
| トンガ                     | 1999–2002年および2016–2017年に実施。 |
| ナミビア                   | 1942–1943年に実施。1994年にザンベジ州を除くすべての地域で夏時間の代わりに冬時間が実施され、2017年に夏時間は廃止された。 |
| ニカラグア                 | 1973–1975年、1979–1980年、1992–1994年および2005–2006年に実施。 |
| 西サハラ                   | モロッコが統治する地域では1976年以降、国が実施するときはいつでも夏時間を実施している。 |
| 日本                       | 1948–1951年に実施。 |
| ニューカレドニア           | 1977–1979年および1996–1997年に実施。 |
| ニュージーランド           | 1927–1946年および1974年以降に実施。 |
| ノーフォーク島             | 1974–1975年および2019年以降に実施。 |
| ノルウェー                 | 1916年、1940–1945年、1959–1965年および1980年以降に実施。欧州連合 (EU) 加盟国ではないが、EUの慣行に従っている。 |
| ハイチ                     | 1983–1997年、2005–2006年、2012–2015年および2017年以降に実施。 |
| パキスタン                 | 1942–1945年に英領インドの一部として実施。2002年および2008–2009年にも実施。 |
| バチカン市国               | 1916–1920年、1940–1948年および1966年以降に実施。 |
| バヌアツ                   | 1983–1993年に実施。 |
| バハマ                     | 1964年以降に実施。 |
| バミューダ諸島             | 1974年以降に実施。 |
| パラグアイ                 | 1975年以降に実施。現在の開始・終了日時に最後に更新されたのは2013年。 |
| バルバドス                 | 1977–1980年に実施。 |
| パレスチナ                 | 1974年以来、イスラエルと同じ年に実施されているが、開始・終了日時は常にイスラエルと同じではない。 |
| ハンガリー                 | 1916–1920年、1941–1950年、1954–1957年および1980年以降に実施。2017年に政府は夏時間を廃止し、年中 UTC+02:00 (EET) に移行することを検討したが、未だ公式な導入計画はない。この件は、欧州連合レベルで各国の夏時間の切り替えを協調して実施することに関して問題となる可能性がある。 |
| バングラデシュ             | 第二次世界大戦中の1942–1945年に英領インドのベンガル管区の一部として実施。2009年にも実施。 |
| フィジー                   | 1998–2000年および2009–2021年に実施。 |
| フィリピン                 | 1936–1937年、1954年、1978年および1990年に実施。 |
| フィンランド               | 1942年および1981年以降に実施。 |
| プエルトリコ               | 1942–1945年に実施。 |
| フェロー諸島               | 1981年以降に実施。 |
| フォークランド諸島         | 1937–1942年および1983–2010年に実施。 |
| ブラジル                   | 1931–1933年、1949–1953年、1963–1968年および1985–2019年に実施。 |
| フランス                   | 1916–1945年および1976年以降に実施。 |
| ブルガリア                 | 1943–1944年および1979年以降に実施。 |
| ベラルーシ                 | 1941–1944年および1981–2010年に実施。 |
| ベリーズ                   | 1973–1974年および1982–1983年に実施。 |
| ペルー                     | 1938–1940年、1986–1987年、1990年および1994年に実施。 |
| ベルギー                   | 1916–1940年、1942–1946年および1977年以降に実施。 |
| ポーランド                 | 1916–1919年、1940–1949年、1957–1964年および1977年以降に実施。 |
| ボスニア・ヘルツェゴビナ   | 1916–1918年にオーストリア＝ハンガリーの一部として、1941–1945年および1983年以降にユーゴスラビアの一部または独立国として実施。 |
| ボツワナ                   | 1943–1944年に実施。 |
| ボリビア                   | 1931–1932年に実施。 |
| ポルトガル                 | 1916–1921年、1924年、1926–1929年、1931–1932年、1934–1949年、1951–1965年および1977年以降に実施。 |
| 香港                       | 1941年、1945–1976年および1979年に実施。 |
| ホンジュラス               | 1987–1988年および2006年に実施。 |
| マカオ                     | 1961–1980年に実施。 |
| マダガスカル               | 1954年に実施。 |
| マルタ                     | 1916–1920年、1940–1948年および1966年以降に実施。 |
| マルティニーク             | 1980年に実施。 |
| マレーシア                 | 1933–1936年に実施。マレーシアのタイムゾーンは過去に何度も変更されている。 |
| マン島                     | 1916–1968年および1972年以降に実施。 |
| ミッドウェー島             | 1956年に実施。 |
| 南アフリカ共和国           | 1942–1944年に実施。 |
| 南スーダン                 | 1970–1985年に実施。 |
| メキシコ                   | 1996年以降、全国のほとんどの地域で実施されている。なお、バハ・カリフォルニア州では1976年以来、コアウイラ州、タマウリパス州、ドゥランゴ州およびヌエボ・レオン州では1988年以来、実施されている。ソノラ州は1997年に、キンタナ・ロー州は2014年に、それぞれ夏時間を廃止した。バハ・カリフォルニア州および米国との国境から20 km未満の場所に位置するコアウイラ州、チワワ州、タマウリパス州およびヌエボ・レオン州は、夏時間の実施日時を米国の実施日時に合わせている |
| モーリシャス               | 1982–1983年および2008–2009年に実施。 |
| モナコ                     | 1916–1945年および1976年以降に実施。 |
| モルドバ                   | 1932–1944年、1981–1989年および1991年以降に実施。 |
| モロッコ                   | 1939–1945年、1950年、1967年、1974年、1976–1978年および2008–2018年に実施。2012–2018年はラマダーン月の夏時間の実施を中止した。2018年以降、モロッコは通年で UTC+1 を使用しており（ただし、ラマダーン月を除く。同月中は UTC±0 を使用している）、恒久的な夏時間を導入したも同然となっている。 |
| モンゴル                   | 1983–1998年、2001–2006年および2015–2016年に実施。 |
| モンテネグロ               | 1941–1945年および1983年以降にユーゴスラビアおよびセルビア・モンテネグロの一部または独立国として実施。 |
| ヨルダン                   | 1973–1979年および1985–2011年に実施。2012年にタイムゾーンをUTC+03:00に変更し、実質的に恒久的な夏時間に移行したが、2013年12月20日にUTC+02:00に戻し、2014年から2022年まで再び夏時間を実施していた。 |
| ラトビア                   | 1918–1919年、1941–1944年および1981年以降に実施。 |
| リトアニア                 | 1941–1944年、1981–1999年および2003年以降に実施。 |
| リビア                     | 1951–1959年、1982–1989年、1996–1997年および2012–2013年に実施。 |
| リヒテンシュタイン         | 1981年以降に実施。 |
| ルーマニア                 | 第一次世界大戦の影響で1917年に初導入。その後、1932–1939年および1979年以降に実施。 |
| ルクセンブルク             | 1916–1946年および1977年以降に実施。 |
| レソト                     | 1943–1944年に実施。 |
| レバノン                   | 1920–1923年、1957–1961年、1972–1978年および1984年以降に実施。 |
| ロシア                     | 1917–1919年、1921年（一部地域のみ）および1981–2010年に実施。2011–2014年は恒久的な夏時間を導入。2014年に恒久的な夏時間を廃止し、恒久的な標準時に切り替え。 |

## 各国の夏時間の歴史

### アメリカ合衆国
アメリカでは1918年と1919年に各7か月間、夏時間が導入されたが、大変に不評のため廃止になった。その後第二次世界大戦中に資源節約目的で復活し、今に至る。1986年までは現地時刻で4月最終日曜日2時から10月最終日曜日2時までの間、それまでの時刻に1時間を加えたタイムゾーンを採用する「1966年方式」が主に使われていたが、その後は開始日は4月第1日曜日となり、2007年からは「包括エネルギー法案」の可決により期間が約1か月延び、開始日は3月の第2日曜日、終了は11月の第1日曜日となった。なお、議会で法案が通れば、その自治体は夏時間を使用しなくてもよいため、2008年現在、低緯度のハワイ州は州全体、アリゾナ州では大半の自治体で夏時間を採用していない。なお、2005年まで大半の自治体で夏時間を採用していなかったインディアナ州は、2006年から州全域で夏時間を採用している。
2018年以降、米国の複数の州で季節ごとの時刻の変更を廃止し、恒久的な夏時間を採用する法律が成立したが、これらの法律は連邦政府の承認がなければ発効しない。各州は夏時間を実施するかどうかを自由に選択できるが、実施する場合は全国的な実施スケジュールに従わなければならず、標準時を変更する場合も連邦政府の承認が必要である。
2022年3月15日、日照保護法が米国上院を全会一致で通過した。仮に下院を通過し、大統領が署名すれば、米国は1年中夏時間を実施することになる。

### イギリス
ドイツに続いて、イギリスでは同じ年の5月21日から10月1日まで採用した。

### 欧州連合
欧州連合 (EU) は夏時間の開始日（3月の最終日曜日）と冬時間の開始日（10月の最終日曜日）を1998年に統一した。長らく運用が続けられてきたが、2018年2月8日、欧州議会は欧州委員会に対し、欧州連合におけるサマータイムを再評価するよう要請することを決議した。2018年7月4日から8月16日にかけてオンライン調査を実施し、460万人のEU市民から回答を得た。この調査は特にドイツで人気が高く、回答者の68％が同国に所在している結果となった。回答者のうち、約84％が年に2回の時刻合わせを望んでいない。この世論調査に基づき、2018年9月12日、欧州委員会は季節ごとの時刻の変更の廃止を提案することを決定した（指令2000/84/ECの廃止）。この提案が有効となるためには、欧州連合理事会と欧州議会の両方が承認することを中心とした欧州連合の立法手続きを踏む必要がある。
欧州連合理事会は欧州委員会に対し、各国が今後の方針を決定する前に詳細な影響評価を行うよう要請した。季節ごとの時刻の変更の廃止により、EU加盟国は夏時間か冬時間のいずれかを標準時として選択することとなった。夏時間制度は2021年をもって廃止する予定となっていたが、2020年から新型コロナウイルス感染症の流行が始まり、EU各国が流行に対処するため、夏時間廃止後の方向性の議論を進めることができず、2022年現在、廃止に至っていない。

### ドイツ
第一次世界大戦中のドイツ帝国が1916年4月30日から10月1日まで採用したのが始まりである。ドイツが第一次世界大戦中に導入し、廃止などを経てオイルショック後の1980年に再開したのは省エネが目的であった。
稀な事例だが、2段階のサマータイムが実施された例がある。連合国占領下のドイツで1945年と1947年に実施された（de:Sommerzeit）。1945年の場合は、独ソ戦終了前から通常のサマータイムが実施されていたが、5月の独ソ戦終了まもなくから9月まで、ソ連占領地域とベルリンにおいて+2時間のサマータイムが実施され、当時サマータイムを導入していなかったソビエト連邦の首都モスクワと同じ時刻になった（通常のサマータイムは11月まで）。1947年の場合は、ドイツ全土において、4月6日に第1段階のサマータイム（+1時間）を開始、5月11日から6月29日まで2段階目（+2時間）を実施し、10月5日にサマータイムを終了した。

### 日本
日本では、占領軍の施政下にあった1948年（昭和23年） - 1951年（昭和26年）の間のみ実施されていた。

#### 連合国軍占領期

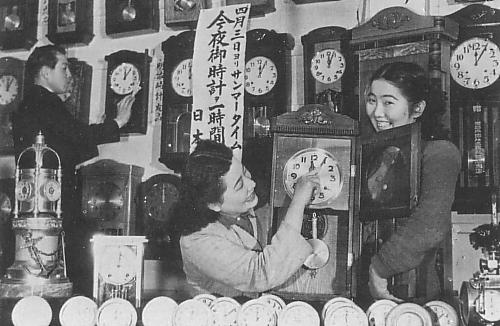
1949年（昭和24年）4月3日より実施されたサマータイム

日本において夏時間は、第二次世界大戦敗北後の連合国軍占領期にGHQ指導下で公的に導入され、1948年（昭和23年）4月28日に公布された夏時刻法に基づき、同年5月2日の0時から9月11日にかけて初めて実施された。
以後、毎年5月（ただし、1949年（昭和24年）のみ4月）第1土曜日24時（=日曜日0時）から9月第2土曜日25時（=日曜日0時）までの間に夏時刻が実施されることとなったが、残業増加や寝不足を引き起こすなどとして不評を呼び、1951年（昭和26年）度はサンフランシスコ講和条約が締結された第2金曜日の9月7日で打ち切られ、翌1952年（昭和27年）4月27日の占領終了と同月28日の条約発効による日本の主権回復に先立ち、夏時刻法は同年4月11日に廃止された。
なお、当時の人々やマスメディアの日本語表記は、サマータイムではなくサンマータイムだった。

#### 平成における議論過程
前述の通り、日本での公的な夏時刻の実施は1948年から4回（4シーズン）だけで終わったが、オイルショック時にも省エネルギーを目的とした導入が検討されるも労働強化を懸念した労組により反対され、その後1993年（平成5年）には通商産業省にサマータイム制度懇談会を設けるも先送りとなり、1995年（平成7年）頃からは省エネルギーなどを名目としたサマータイムの再導入が一部議員を中心に検討され始めた。
2003年7月中旬から9月にかけては滋賀県庁で1時間または30分の2グループに分けて前倒しの出勤による導入実験を実施。同年には札幌商工会議所が中心となり北海道の高緯度を活かす形で北海道内に限定して1時間または2時間のサマータイムを適用する「北海道サマータイム」構想をまとめ、札幌市内を中心に2004年から2006年にかけて1時間進める形での実証実験を行った。
2004年（平成16年）8月には衆参両院超党派108名の国会議員らにより「サマータイム制度推進議員連盟」が設立された。会長は第1次小泉内閣（小泉純一郎首相）の経済産業大臣だった平沼赳夫（経済産業省は電力などエネルギー分野を管掌）。2005年（平成17年）に法案提出の動きがあったができなかった。平沼自身は、郵政選挙で自民党を離党し、政治権力の中心から離れるとともに“反自民”の象徴となった。以降この議連による動きは止まったままである。
2007年（平成19年）春には、日本経済団体連合会（日本経団連）が自由民主党に対して夏時間の導入を提案した。同年8月1日から31日までの1か月間、日本経団連は経団連会館内で、始業・終業時刻を通常より1時間繰り上げる（早める）「サマータイム勤務」（エコワーク）を実施した。
福田康夫内閣（福田康夫首相）は地球環境（特に地球温暖化対策）と生活者の重視を旗印にしており、自由民主党は2008年（平成20年）4月に地球温暖化対策推進本部を立ち上げた。
会長は野田毅元自治相であり「（国民の）地球温暖化対策に対する意識変化を国民運動的に求めていく」として、サマータイムを政府のなすべき温暖化対策・環境対策の切り札として位置付けていた。2008年（平成20年）5月13日、自民党地球温暖化対策推進本部は、サマータイム法制化・完全導入への作業を本格的に開始した。
麻生内閣（麻生太郎首相）は2009年（平成21年）6月28日の李明博韓国大統領との日韓首脳会議後、「日韓同時にサマータイムを導入すれば経済効果が高い」と認識を示していた。
2009年（平成21年）9月9日に、鳩山由紀夫内閣下で、鳩山由紀夫首相との日韓首脳会議で、李明博韓国大統領が日韓同時導入を、韓国政府が提案する方向で検討していると発表した。
2020年に開催される東京オリンピックでは開催時期に猛暑が予想されることから、2018年（平成30年）7月には、組織委員会会長の森喜朗（元内閣総理大臣）が日本国政府に対して、サマータイムの導入を内閣総理大臣安倍晋三に申し入れ、導入の検討が開始された。同年8月の時点では、2019年、2020年限定で6〜8月に2時間の時刻繰り上げを行うこととし、必要な法整備は超党派による議員立法により行うという案が与党内で取り沙汰されていた。
しかし、情報技術機器や地震計のコンピュータプログラム変更には、実施に4〜5年かかるため、2020年には間に合わないと専門家は反対している。2018年（平成30年）11月21日、自民党はサマータイムの導入を断念することを正式決定した。

#### サマータイム制への賛否
日本では、政府が過去において一般国民を対象として複数回にわたって「サマータイム（夏時刻）に関する世論調査」を行った。前述の通り、日本では過去にサマータイム制を導入しながらも廃止した経緯がある。
総理府が1980年に実施した世論調査では、「賛成」が42%、「反対」が35だった。1998年11月に実施された総理府広報室の調査では、「賛成」が54%、「反対」が25.2%、「わからない」20.8%となり、初めて賛成が5割を超えた。2005年7月の内閣府世論調査では、サマータイム制度導入の賛否は、「賛成」が51.9%、「反対」が30.2%だった。
NHKオンラインが2005年（平成17年）8月12日に実施したアンケートでは、反対派が賛成派をわずかに上回った。同じくNHKが2018年（平成30年）8月に実施した世論調査では、東京オリンピックの暑さ対策として「サマータイム」の導入に「賛成」が51%、「反対」が12%、「どちらともいえない」が29%であった。同じく2018年（平成30年）8月の朝日新聞の世論調査によると「賛成」が53%、「反対」が32%、「その他・答えない」が15%となっている。なお賛成多数だったNHKが2018年8月調査に対し、同年9月（以前からと調査方法同じ）のNHK世論調査にて、「賛成」26.8％、「反対」43.1％、「どちらともいえない」21.6%となった。1か月間で賛否が逆転している。

## 季節的な時刻の変更を廃止する提案
アイスランド、アゼルバイジャン、アルゼンチン、アルメニア、イラク、ウルグアイ、エジプト、カザフスタン、キルギス、クック諸島、サモア、ジャマイカ、ジョージア、スーダン、トルコ、ナミビア、バヌアツ、フィジー、フォークランド諸島、ブラジル、ベラルーシ、香港、マカオ、モンゴル、ロシアなど、多くの国・地域が、長年にわたって実施してきた毎年の時刻の変更を廃止している。そのうちの何カ国・地域かは通年夏時間を採用しており、これは「恒久的な夏時間」とも呼ばれる。